# Докторово (Липецкая область)
До́кторово — село Лебедянского района Липецкой области. Административный центр Докторовского сельсовета.

## Название
Село называлось также Алексе́евским. Известно по документам с 1710 года.

## География
Расположено при впадении ручья Куйманка в реку Дон.

## Население
| 1859 | 1897 | 2010 |
| ---- | ---- | ---- |
| 869  | ↗935 | ↘396 |

## Русская православная церковь
В селе есть две церкви: краснокирпичная церковь Алексия, митрополита Московского (1890) и кладбищенская белокаменная церковь иконы Божией Матери «Знамение» (1782) — памятник архитектуры федерального значения.